# Concepcióni Egyetem
A Concepcióni Egyetem (spanyolul:Universidad de Concepción) egy chilei egyetem, Concepción városában, Biobío régióban. 1919-ben alapították, s jelenleg 24 767 diákot képez (2011). Az egyetemnek több kampusza van Concepción területén és környékén, közülük a legrégebbi a belvárosban. Ez az egyik legrégibb, legpatinásabb és legnagyobb egyetem Chilében.

## Külső hivatkozások
- A Concepción Egyetem hivatalos oldala